# Lucius Porcius Cato
Lucius Porcius Cato († 89 av. J.-C.) était un homme politique et un chef militaire lors de la Rome antique.

## Biographie
Il appartenait à une famille plébéienne mineure du Tusculum, dans le Latium. Dans la seconde moitié du IIIe siècle av. J.-C., les Porcius commencent à occuper des magistratures curules à Rome ; le premier consul issu de cette famille est Marcus Porcius Cato, surnommé plus tard Caton l'Ancien.
Lucius Porcius Cato est le petit-fils de Caton l'Ancien et l'oncle de Caton d'Utique, dit Caton le Jeune.
Il est préteur au plus tard en 92 av. J.-C., propréteur en 90 av. J.-C..
Lors de la Guerre sociale il combat les Étrusques associés aux autres tribus italiennes en rébellion, et leur enlève la ville de Vipsul.
En 89 av. J.-C., il est consul en même temps que Gnaeus Pompeius Strabo, le père de Pompée.
Toujours dans le cadre de la Guerre sociale, il commande l'armée qui attaque le territoire des Marses, d'abord avec succès, mais il est tué lors de la bataille du lac Fucin, dans l'actuelle région des Abruzzes.